# Майк Ліч (тенісист)
Майк Ліч (англ. Mike Leach; нар. 9 березня 1960) — колишній американський тенісист.
Найвищу одиночну позицію світового рейтингу — 29 місце досяг 15 липня, 1985, парну — 15 місце — 8 грудня, 1986 року.
Здобув 4 парні титули.
Найвищим досягненням на турнірах Великого шолома було 4 коло в одиночному розряді.

## Фінали Гран-прі за кар'єру

### Одиночний розряд (1 поразка)
| Результат | W/L | Дата     | Турнір          | Покриття | Суперник     | Рахунок  |
| --------- | --- | -------- | --------------- | -------- | ------------ | -------- |
| Поразка   | 0–1 | Лип 1986 | Лівінгстон, США | Тверде   | Бред Гілберт | 2–6, 2–6 |

### Парний розряд (4–7)
| Результат | W/L | Дата     | Турнір                | Покриття  | Партнер         | Суперники                       | Рахунок       |
| --------- | --- | -------- | --------------------- | --------- | --------------- | ------------------------------- | ------------- |
| Поразка   | 0–1 | Тра 1983 | Рим, Італія           | Ґрунт     | Ян Гуннарссон   | Франсіско Гонсалес Віктор Печчі | 2–6, 7–6, 4–6 |
| Поразка   | 0–2 | Тра 1984 | Рим, Італія           | Ґрунт     | Джон Александер | Кен Флек Роберт Сегусо          | 6–3, 3–6, 4–6 |
| Поразка   | 0–3 | Вер 1984 | Гонолулу, США         | Килим     | Марк Діксон     | Гері Доннеллі Балч Волтс        | 6–7, 4–6      |
| Перемога  | 1–3 | Сер 1986 | Торонто, Канада       | Тверде    | Чіп Гупер       | Борис Бекер Слободан Живоїнович | 7–6, 4–6, 7–5 |
| Перемога  | 2–3 | Жов 1986 | Скоттсдейл, США       | Тверде    | Леонардо Лаваль | Скотт Девіс Девід Пейт          | 7–6, 6–4      |
| Поразка   | 2–4 | Лис 1986 | Х'юстон, США          | Килим (i) | Чіп Гупер       | Рікардо Акунья Бред Пірс        | 4–6, 5–7      |
| Перемога  | 3–4 | Лис 1986 | Ітапарика, Бразилія   | Тверде    | Чіп Гупер       | Луї Курто Гі Форже              | 7–6, 4–6, 7–5 |
| Поразка   | 3–5 | Бер 1987 | Роттердам, Нідерланди | Килим (i) | Чіп Гупер       | Стефан Едберг Андерс Яррід      | 6–3, 3–6, 4–6 |
| Перемога  | 4–5 | Кві 1987 | Сеул, Південна Корея  | Тверде    | Ерік Коріта     | Кен Флек Джим Грабб             | 6–7, 6–1, 7–5 |
| Поразка   | 4–6 | Бер 1987 | Брюссель, Бельгія     | Килим (i) | Чіп Гупер       | Борис Бекер Слободан Живоїнович | 6–7, 6–7      |
| Поразка   | 4–7 | Лип 1987 | Ньюпорт, США          | Трава     | Чіп Гупер       | Ден Голді Ларрі Скотт           | 3–6, 6–4, 4–6 |